# 中国科学院工程热物理研究所
中国科学院工程热物理研究所成立于1980年，是总部设在北京市的战略高技术基地型研究所。主办有中文期刊《工程热物理学报》，英文期刊《热科学学报》。
中国科学院工程热物理研究所的前身是1956年成立的中国科学院动力研究室；1961年初，该室并入中国科学院力学研究所；1964年，国家批准在上海成立中国科学院工程热物理研究所，因故未能组建；1980年5月，国家发文批准恢复中国科学院工程热物理研究所建制。

## 历史沿革
1956年3月5日，高等教育部和中国科学院联合通知南京大学等10所高等学校，决定合作筹建8个科学研究机构。其中，清华大学和中国科学院合作筹建中国科学院动力研究室，由清华大学教授吴仲华主持研究工作。办公地点暂设在清华园。1957年，动力研究室下设8个研究小组，分别为：内燃机组、煤的动力工艺综合利用组、传热及太阳能利用组、燃烧组、原子能动力组、动力经济、天然气利用及其它组、高速飞行（鱼雷动力、叶轮机械）组。
1960年，动力研究室挂靠到中国科学院力学研究所，成为力学研究所的第一研究室，设有气动组、传热组、燃烧组等3个研究小组。吴仲华任力学研究所研究员、副所长，同时兼任第一研究室主任。1963年，由中国科学院建议，国家科学技术委员会批准在上海市建立中国科学院工程热物理研究所。因故未能实现，但并未撤销研究所建制。1964年，第一研究室分成第一、第三和第五研究室。1972年，中国科学院力学研究所下放至北京市，改为北京力学所，原动力室合并为第一室，分6个组。
1979年，吴仲华以学部委员的名义向中国科学院党组写了一份报告，建议尽快恢复工程热物理研究所的建制。1980年5月，国务院发文批准恢复中国科学院工程热物理研究所建制。以航空、舰船和工业用燃气轮机热物理基本研究为主，并积极开展能源利用热物理研究，为设计高效率的热机和有效地利用能源提供科学依据。设有工程热力学和叶轮机械气动热力学、热机气动热力学、传热传质学、燃烧学等研究室，以及一个机械加工厂。

## 机构设置

### 研究系统
- 国家能源风电叶片研发（实验）中心
- 能源动力研究中心
- 轻型动力实验室
- 循环流化床实验室
- 分布式供能与可再生能源实验室
- 储能研发中心
- 传热传质研究中心
- 先进燃气轮机实验室
- 无人飞行器实验室（筹）
- 新技术实验室（筹）

### 管理系统
- 综合处·党群办
- 科技发展处
- 人事教育处
- 财务处
- 基建与分支机构处
- 纪监审办公室
- 重大设施处（燃气轮机项目工程办公室）
- 质保与条件处

### 支撑系统
- 科研支撑中心

### 分支机构
- 青岛航空技术研究院
- 国家能源大规模物理储能技术（毕节）研发中心
- 合肥先进能源装备研究院
- 大同煤炭清洁高效利用研究所
- 江苏中国科学院能源动力研究中心
- 上海浦东先进能源动力研究中心
- 济南先进动力研究所

## 历任领导

### 所长
| 姓名   | 任期              | 注释 |
| ------ | ----------------- | ---- |
| 吴仲华 | 1980年－1987年    |      |
| 陈乃兴 | 1987年－1992年    |      |
| 蔡睿贤 | 1992年－1994年    |      |
| 陈静宜 | 1994年－1998年    |      |
| 黄伟光 | 2001年－2006年    |      |
| 秦 伟  | 2006年－2014年7月 |      |
| 朱俊强 | 2015年5月－       |      |

### 党委书记
| 姓名   | 任期                  | 注释 |
| ------ | --------------------- | ---- |
| 张永逊 | 1980年－1984年        |      |
| 钟 辉  | 1986年－1990年        |      |
| 吴保义 | 1991年－1995年        |      |
| 厉树廉 | 1995年－2000年        |      |
| 贺和民 | 2000年－2006年        |      |
| 张 平  | 2000年－2011年12月    |      |
| 赵汐潮 | 2011年12月－2019年5月 |      |
| 黄从利 | 2019年5月－           |      |